# Oh Father
"Oh Father" é uma canção da artista musical estadunidense Madonna, contida em seu quarto álbum de estúdio Like a Prayer (1989). A sua gravação ocorreu no ano de 1988 em Garment District, situada em Nova Iorque. O seu lançamento como o quarto single do projeto ocorreu em 24 de outubro de 1989, através da Sire Records e da Warner Bros. Records. A faixa não foi lançada como single na maioria dos territórios europeus até 24 de dezembro de 1995, quando fez parta da compilação de baladas Something to Remember (1995). Composta e produzida pela própria com o auxílio de Patrick Leonard, o nexo de "Oh Father" foi a presença de figuras de autoridade masculina na vida da cantora, proeminentemente seu pai, Tony Ciccone. O relacionamento de Madonna com seu pai piorou após a morte de sua mãe, em 1963, bem como o novo casamento de Ciccone dois anos depois. Ao desenvolver o álbum Like a Prayer, a artista ficou em um estado emocional da mente devido aos seus problemas pessoais, o que também se refletiu na composição de "Oh Father".
Musicalmente, "Oh Father" é uma balada pop. Leonard montou diferentes tipos de progressão de acordes e criou uma melodia, na qual a intérprete cantou. Ela usou um contraste de timbre enquanto cantava a canção, que também contou com a instrumentação de cordas, piano, violino e bateria eletrônica. A faixa recebeu análises positivas da mídia especializada, a qual prezou a sua composição e sua produção. A maturidade de Madonna no número também foi elogiada. Comercialmente, "Oh Father" obteve um baixo desempenho em comparação aos singles anteriores da cantora, não conseguindo entrar nas dez melhores posições na maioria dos países em que foi lançado. Consequentemente, não atingiu os cinco primeiros na tabela estadunidense Billboard Hot 100, terminando uma série de 16 singles consecutivos de Madonna que conquistaram as cinco melhores posições nos Estados Unidos.
O vídeo musical correspondente foi concebido como uma tentativa da aceitação de Madonna com a morte de sua mãe. Dirigido por David Fincher e filmado em preto-e-branco, o vídeo retrata uma menina brincando na neve, enquanto sua mãe morre. A versão crescida da cantora segue a criança e interpreta a canção, com a criança fugindo de seu pai abusivo. Descrito por críticos como "autobiográfico", o trabalho foi incluído na lista dos 100 melhores vídeos musicais feita pela revista musical Rolling Stone. Estudiosos observaram no vídeo a divisão da personalidade infantil e adulta de Madonna, com um escritor descrevendo uma cena que envolve a mãe morta mostrada em seu caixão, com os lábios fechados e costurados, como uma das cenas mais perturbadoras da história dos vídeos musicais, cuja cena foi inspirada pela memória da cantora em torno do funeral de sua mãe. Madonna apresentou "Oh Father" ao vivo apenas durante a turnê Blond Ambition World Tour (1990), onde ela interpretou uma mulher tentando encontrar sua religião. A faixa também foi regravada por diversos artistas, como Sia Furler.

## Antecedentes
Em 1963, quando Madonna estava com cinco anos de idade, sua mãe morreu aos 30 anos devido a um câncer de mama. Meses antes do ocorrido, a cantora percebeu mudanças no comportamento de sua mãe e da personalidade de dona de casa atenta que ela tinha, mas não entendia as razões. Sra. Ciccone, em uma perda para explicar sua condição médica terrível, muitas vezes começava a chorar quando era questionada por Madonna, cuja época ela respondia as questões envolvendo os braços em torno de sua mãe com ternura. "Lembro que me sentia mais forte do que ela", Madonna lembrou. "Eu era tão pequena e ainda assim sentia que ela era a criança". Madonna reconheceu mais tarde que ela não tinha entendido o conceito da morte de sua mãe: "Havia tanta coisa que não havia sido dita, tantas emoções desembaraçadas e não resolvidas, de remorso, culpa, perda, raiva, confusão. (...) Eu vi minha mãe, parecendo muito bonita e deitada como se estivesse dormindo em um caixão aberto. Então notei que a boca de minha mãe parecia engraçada. Levei algum tempo para perceber que havia sido costurada. Naquele momento terrível, eu comecei a entender o que eu tinha perdido para sempre. A imagem final da minha mãe, ao mesmo tempo tranquila, mas grotesca, me assombra até hoje".
Madonna finalmente aprendeu a cuidar de si mesma e de seus irmãos e foi morar com sua avó paterna, na esperança de encontrar algum conforto e alguma forma de sua mãe nela. Os irmãos da cantora sentiam falta de uma governanta e, invariavelmente, rebelaram-se contra qualquer pessoa que viesse em sua casa ostensivamente para tomar o lugar de sua mãe. Em entrevista à Vanity Fair, Madonna comentou que ela se via em sua juventude como uma "garota solitária que estava procurando por algo. Eu não fui rebelde de uma certa maneira. Eu me importava em ser boa em alguma coisa. Eu não raspava minhas axilas e não usava maquiagem como garotas normais. Mas eu estudei e eu tenho boa qualidades. (...) Eu queria ser alguém [no mundo]". Com medo de que seu pai, Tony Ciccone, pudesse abandoná-la, Madonna ficou sem dormir diversas vezes, a menos que ela estava perto dele. Dois anos depois de sua morte da mãe, seu pai casou-se com a governanta da família, Joan Gustafson. Neste período, a intérprete começou a expressar sentimentos não resolvidos de raiva com seu pai, que durou por décadas, e desenvolveu uma atitude rebelde. Ela explicou à publicação Interview:
| “ | Essa atitude rebelde realmente veio, eu acho que, quando o meu pai se casou novamente. Porque, durante os três anos antes de [ele] se casar, eu me apeguei a ele. Ele era como, OK, você é meu agora, e não vai a lugar nenhum. Como todas as meninas, eu estava apaixonada por meu pai e eu não queria perdê-lo. Perdi minha mãe, mas depois eu era a mãe, o meu pai era meu. Em seguida, ele foi tirado de mim, quando ele se casou com minha madrasta. Foi quando eu disse, OK, eu não preciso de ninguém. Ninguém vai quebrar meu coração novamente. Eu não vou precisar de ninguém. Eu posso ficar sozinha e ser a minha própria pessoa e não pertencer a ninguém. | ” |

## Escrita e inspiração
"'Oh Father'  é como a segunda metade de 'Live to Tell, de certa forma. Era um pacote combinado — era sobre meu pai e meu marido. Eu estava lidando com figuras masculinas de autoridade mais uma vez. Isso é ótimo fonte de inspiração na minha escrita.

—Madonna falando sobre a música para Craig Rosen, autor do livro The Billboard Book of Number One Albums.
Quando Madonna começou a trabalhar em seu quarto álbum de estúdio, Like a Prayer, ela já estava em um estado emocional de espírito, após o divórcio com o então marido, Sean Penn, seu trigésimo aniversário e críticas desfavoráveis por seus esforços de atuação. Ela tinha certos assuntos pessoais em mente que achava que poderiam ser a direção musical do álbum. Enquanto escrevia as músicas de Like a Prayer, Madonna também atuou em uma produção da Broadway chamada Speed-the-Plow. Na peça, ela deu vida a Karen, uma secretária de um produtor de cinema que fez uma aposta com seus amigos. Mais tarde, Karen se vinga, mas é retratada tão decadente e conivente quanto os homens que haviam participado dessa aposta e a explorado. Madonna ficou frustrada com o papel e a recepção negativa, que ela desabafou em suas letras. O resultado foi um conjunto de três músicas — "Till Death Do Us Part", "Promise to Try" e "Oh Father" — onde ela procurava se livrar de sua paranóia e demônios pessoais.
Escrita com o produtor Patrick Leonard, em "Oh Father", a cantora queria revisitar a dor e a confusão que caracterizavam seu relacionamento com o pai. Geralmente aceita por críticos e acadêmicos como uma carta de amor para Tony Ciccone ou como uma acusação, Madonna nunca explicou sua inspiração por trás de "Oh Father", exceto dizendo que a música era sobre seu pai e uma homenagem a Simon & Garfunkel, sua banda favorita no naquele tempo. Ela queria deixar em aberto para interpretação.
Embora a cantora nunca tenha mencionado abuso físico em sua família, ela mencionou que seu pai era disciplinador e que sua madrasta era dura com ela. A autora Lucy O'Brien escreveu em seu livro Madonna: Like a Icon que a música se originou mais do descaso emocional que Madonna enfrentou, com o pai trancado em luto após a morte da sra. Ciccone. Quando ele se casou novamente, sua nova esposa estava envolvida com seus próprios filhos, de modo que os filhos mais velhos eram frequentemente deixados por conta própria.. O'Brien acreditava que, por esse motivo, a infância de Madonna teria sido sem muita alegria, e que "Oh Father" era um exemplo poderoso da cantora usando sua imaginação para escapar de sua infância conturbada, enquanto a culpava pelo pai. Tony disse mais tarde: "Talvez eu não seja o melhor pai do mundo, mas a vida não foi fácil para nós, e Nonni [apelido de Madonna] sabe tudo isso".

## Gravação e composição
Quando Madonna foi gravar "Oh Father", seu papel problemático em Speed-the-Plow estava em sua mente, com o resultado de que ela exalou suas emoções na gravação da música. Bill Meyers, que fez o arranjo de cordas para a maioria das músicas de Like a Prayer, incluindo "Oh Father", lembrou que Madonna trabalhou na música com Leonard em "esse pequeno estúdio realmente sujo e horrível no distrito de vestuário em Nova Iorque. Estava grotescamente sujo e apertado, e foi isso que saiu".
Segundo ele, Madonna ficou emocionada enquanto cantava a música, já que o tema sugeria incesto e o controverso tópico de surras no armário. No entanto, suas inseguranças sobre a infância apareceram ansiosas durante sua performance vocal. Meyers disse que, se Madonna dobrasse uma nota ou cantasse em um determinado local, ela continuaria fazendo isso de forma consistente, pois não gostava de variar sua voz ou mudar o tom. Madonna lembrou que Leonard pensou na melodia para a canção. Depois que a mixagem terminou, Meyers elogiou Madonna dizendo que era sua performance vocal "mais forte". Para a balada pop barroca, Madonna usa um contraste de timbre, sua voz mais alta e suave com a mais baixa. A música começa com o som de violinos por cerca de 20 segundos. Depois disso, uma bateria eletrônica, arranjo de cordas e piano tocam em cima dos violinos, enquanto Madonna canta o refrão: "Você não pode me machucar agora, eu me afastei de você, nunca pensei que fosse". Os violinos e as batidas do tambor caem após o refrão, mas voltam novamente durante a próxima ponte. Enquanto Madonna canta o verso "Oh pai, pequei", os violinos mudam seu tom para um mais alto. Após o segundo refrão, há uma pausa instrumental em que ela canta sobre a constatação de que seu pai não queria machucá-la, mas ela ainda fugiu. A música termina com o violão e os violinos desaparecendo com a voz de Madonna. Em uma entrevista a Paul Zollo, Madonna comentou que o "Pai" pode se referir a Tony, Deus ou a todas as "autoridades em sua vida". Em uma entrevista de 2014 com a Billboard comemorando o 25º aniversário de Like a Prayer, Leonard explicou o processo de gravação da música:

"Minha coisa favorita que já gravamos, já escrevemos - é 'Oh Father'... porque sabíamos quando o fizemos, que havia algo sobre isso que era, de certa forma, a coisa mais real. [Para] essa música, o botão 'gravar' foi pressionado apenas três vezes. É isso. Então é real. É algo que eu realmente queria fazer e ela teve a gentileza de dizer 'vamos tentar isso' e não foi fácil".

## Videoclipe

### Sinopse

A cena mostrando a mãe da menina em seu rastro, com os lábios fechados. A autora Leslie C. Dunn declarou-a como uma das cenas mais perturbadoras da história dos vídeos musicais convencionais.

O videoclipe foi filmado durante a última semana de outubro de 1989 no Culver Studios em Culver City, Califórnia, e foi dirigido por David Fincher, que trabalhou com Madonna em seu clipe para "Express Yourself". Descrito por Carol Clerk, autora de Madonnastyle, como "angustiante autobiográfico", o vídeo foi filmado inteiramente em preto e branco e recria a cena da morte de uma jovem mulher, explorando o tempestuoso relacionamento que se segue entre o marido e a filha que ela deixou para trás. A cantora lembrou em uma entrevista de 1991 com a Vanity Fair, que ela lembrou que os lábios de sua mãe pareciam engraçados no funeral. Quando se aproximou, viu que os lábios de Madonna Sr haviam sido costurados. Essa imagem de sua mãe assombrou Madonna por muitos anos e a levou a comentar que nunca poderia resolver seu  Complexo de Electra.

Eu tive que lidar com a perda de minha mãe e depois tive que lidar com a culpa de ela ter sumido e depois tive que lidar com a perda de meu pai quando ele se casou com minha madrasta. Então, eu era apenas uma garota abandonada com raiva. Eu ainda estou brava. A parte de mim que anda por aí dizendo "Foda-se! Foda-se!" é a parte que está encobrindo a parte que está dizendo "Estou machucada!" Eu acho que tudo isso foi retratado no vídeo.

O clipe começa com uma menina brincando no quintal enquanto a neve cai no chão. A cena muda para a de uma cabeceira, onde está uma jovem que morreu. O marido a cobre com um lençol branco enquanto o padre reza. Madonna, vestindo um longo casaco preto, canta a música sob uma árvore morta coberta de neve, enquanto a jovem brinca com as jóias da mãe morta. O marido vem e grita com a menina, arrancando o colar de pérolas da mulher que cai aos pés da menina.  Madonna adulta é mostrada deitada ao lado de outro homem cantando a música enquanto a menina visita o túmulo de sua mãe. O homem se levanta e dá um tapa na cara de Madonna, enquanto a menininha chora na frente do túmulo. Ela é retirada do cemitério por seu pai, pois cenas intercaladas mostram a garota sendo beijada por sua mãe, ela tentando alcançar a maçaneta de uma porta, e Madonna pulverizando a marca de hematoma no rosto
Enquanto a cantora caminha por uma floresta, o pai é mostrado recorrendo a beber em luto. Uma cena do funeral segue, mostrando a garota caminhando até a esteira de sua mãe. Quando ela vê os lábios da mãe selados com fios, ela foge do velório. Madonna atravessa uma casa, onde sombras mostram a garota sendo repreendida e gritada pelo pai. Por fim, ela caminha para o cemitério e fica ao lado de um homem velho, o que implica que ela mesma é a garotinha retratada. O vídeo termina com a menina dançando na frente do túmulo de sua mãe enquanto a neve cai ao seu redor.

### Recepção e análise
"As características típicas de Fincher estão presentes: branco e preto, sombras, movimentos pausados da câmera, ângulos altos e extremos e algo da câmera lenta. Um cenário em branco e negro se dispersa entre os tomas, cria uma sensação de fluidez entre as esculturas e as imagens, e as mucosas esculpem o filme na peneira, além de tomar o zoom compensado no princípio, desde que os pais nevem hacia a casa".

—Comentando o vídeo do seu livro, David Fincher: Films That Scar.
Madonna mais tarde declarou que o final do vídeo era sua "tentativa de abraçar e aceitar a morte de minha mãe". Segundo a escritora feminista E. Ann Kaplan, ele se inspirou no filme de Orson Welles, Citizen Kane (1941), e o descreveu como uma "história adolescente típica em termos culturais ocidentais". Salienta a educação católica "repressiva" da cantora e seu relacionamento conflituoso não apenas com o pai literal no vídeo, mas também simbólico: o Santo Padre, a Lei e o Patriarcado. Bruce David Forbes, autor de Religion and Popular Culture in America, sentiu que era baseada nas experiências de infância de Madonna e encenou seus esforços para renegociar esses relacionamentos, em suas interações diárias com seu amante e pai, e em relação ao catolicismo, ao qual a cantora se referia na linha "Oh Father Eu pequei". Adam Sexton, autor de Desperately Seeking Madonna: In Search of the Meaning of the World's, ele também enfatizou que havia influência do Citizen Kane e o chamou de vídeo de "excelente qualidade". Lynne Layton, em Who's That Girl? Who's That Boy?: Clinical Practice Meets Postmodern Gender Theory, chamou o vídeo de "inesquecível e belo", e Carol Clerk, no livro Madonnastyle, como "terrivelmente autobiográfico". Leslie C. Dunn observou que, como no comercial da Pepsi para seu single anterior "Like a Prayer" , o personagem de Madonna é dividido em uma menina e uma mulher adulta, que se fundem e se separam repetidamente. Além disso, ele observou que, à medida que a história se desenrola, a menina é mostrada cantando, mas com a voz da Madonna adulta, e quando esta aparece em um corredor, a sombra dela é a da menina. A intérprete respondeu a essas observações dizendo: "Acho que o principal motivo para me expressar e não me sentir intimidado foi não ter mãe". Dunn então analisou a cena do funeral, quando a menina estava tremendo quando viu os lábios de sua mãe costurados e fechados. Descrita como uma das cenas mais perturbadoras dos vídeos populares, foi inspirada na memória da mãe da intérprete.
No especial MTV de 1991 intitulado Breakfast with Madonna, Kurt Loder , apresentador do programa, o chamou de "incrível"; depois, perguntou a artista se o pai o tinha visto, ao qual ela respondeu: "Para ser sincera, não sei se ele o viu. Tenho medo de perguntar a ele". Depois que a MTV estreou o vídeo em todo o mundo em 11 de novembro de 1989, eles quiseram removê-lo de sua programação até que a cena dos lábios costurados fosse removida, mas Madonna discordou e ameaçou cancelar futuros acordos com o canal, que levou-os a transmiti-lo novamente. Leonard afirmou que "você geralmente chora quando assiste à MTV porque não consegue acreditar no que está assistindo. Mas as pessoas assistiram a este vídeo e ficaram sem palavras porque foram comovidas". Pelo contrário, Fincher mais tarde lamentou que a música não tivesse sido bem-sucedida nas tabelas, porque por essa razão "ninguém viu o vídeo" e a cantora ficou irritada com ele, embora ambos voltassem a trabalhar para "Vogue" (1990). Em 2015, a mesma publicação o considerou o décimo terceiro mais proeminente da videografia de Madonna; A equipe editorial disse que oferece algumas das imagens mais "evocativas" e "perturbadoras" em todo o seu trabalho, como a cena do funeral em que os lábios costurados da mãe são mostrados. Eric Díaz, da Nerdist Industries, considerou o quarto melhor da cantora e declarou que era uma "aparência triste e bonita" para o seu passado. Além disso, ele disse que o caráter do pai abusivo poderia ser uma referência ao relacionamento que ele teve com o ator Sean Penn. Louis Virtel do NewNowNext também o incluiu em quarto lugar em seus 55 melhores vídeos; ele elogiou a "performance sombria e alucinante" da artista e enfatizou que Fincher é o diretor que "melhor entendeu o fogo, a vulnerabilidade, a insolência e o talento de Madonna", que "transforma [sua] infância sem mãe em uma obra-prima" do cinema negro digno de Orson Welles". Para Samuel R. Murrian, da revista Parade, "Oh Father" significava o videoclipe mais "autobiográfico" da época e comentou que ele tem uma relevância emocional que deixa um nó na garganta para quem já teve um relacionamento tenso com um pai. Finalmente, ele elogiou a colaboração entre Madonna e Fincher e o escolheu como o décimo segundo melhor vídeo da cantora.
Em uma lista dos 55 melhores vídeos de Fincher, "Oh Father" estava na vigésima segunda posição; Jessica Kiang, do site IndieWire, observou que ela consegue trabalhar em momentos "realmente assustadores", como o caso do corpo da mãe com os lábios costurados. Kristy Puchko, do Vulture, compartilhou essa opinião sobre a cena e a classificou como o 12º melhor vídeo de Fincher. Além disso, ele disse que o diretor pegou a música "autobiográfica de trauma infantil de Madonna e a transformou em algo inesquecível e maravilhoso", especialmente em cenas "surrealistas" como a queda de neve intercalada com as pérolas caindo. A visão de reconciliação nos vídeos de "Papa Don't Preach" (1986) e "Oh Father" foi posteriormente incluída no terceiro nível de Madonna Studies, um desenvolvimento "controverso" de vários campos de estudo durante a década de 1990. O videoclipe foi homenageado pela Rolling Stone como um dos "100 melhores videoclipes", colocado no número 66. Em 1991, o vídeo recebeu uma indicação no 33º Grammy Awards, na categoria de Melhor Vídeo Musical de Formato Curto. O videoclipe de "Oh Father" está disponível comercialmente na compilação de DVD/VHS de Madonna, The Immaculate Collection (1990).

## Análise da crítica
A resposta crítica para "Oh Father" foi geralmente positiva. J. Randy Taraborrelli, autor de Madonna: An Intimate Biography, comentou que, com a faixa, Madonna se expôs ao transformar sua experiência pessoal em arte, deixando claro para qualquer um como se sentia sobre seu relacionamento com Tony. Rooksby acreditava que as frases "psicobabíveis" de se sentir bem consigo mesmo na música teriam tornado extremamente popular no início dos anos oitenta. Ele acrescentou que "Oh Father" foi o momento mais compassivo e generoso da carreira musical de Madonna e a faixa pode ter inspirado a exploração da infância na música de artistas contemporâneos como Kate Bush e Tori Amos, em particular a música de Bush "The Fog", de seu álbum de estúdio de 1989, The Sensual World, e "Winter", de Amos, do trabalho de 1992, Little Earthquakes. A autora Leslie C. Dunn escreveu em seu livro Embodied Voices, que a natureza autobiográfica da música trouxe à tona um novo lado de Madonna. Partilhando a mesma opinião, Freya Jarman-Ivens, uma das autoras do  Madonna's Drowned Worlds, declarou "Oh Father" como uma declaração poderosa sobre as relações pai-filha. Allen Metz, autor de The Madonna Companion, descreveu a música como uma "balada forte com um arranjo sério de cordas". O'Brien sentiu que as cordas eram dramáticas e pretensiosas. Ela descreveu o canto de Madonna como consistindo de " raspada no estilo Courtney Love" e acrescentando que Madonna "ataca a música com paixão pessoal".
Lennox Samuels, do The Dallas Morning News, sentiu que a "grande sensação de estar magoada que está presente em 'Oh Father' é muito mais relacionável do que qualquer outra música de Madonna". Kevin Phinney do Austin American-Statesman chamou a música de mais forte e mais chocante de Like a Prayer. Stephen Holden, do The New York Times, escreveu que a orquestração da música era "grandiloqüente", enquanto descrevia a entrega das linhas por Madonna como um "triunfo furioso". Stewart Mason, da Allmusic compartilhou a opinião de Holden e descreveu "Oh Father" como "a melhor performance de balada de [Madonna]". Ele acrescentou que a "modulação ascendente do coro, acompanhada por algumas auto-harmônicas substituídas que têm um uso muito controlado e eficaz do maior registro de Madonna, é puro brilho, dando à música uma resolução bem-sucedida que elimina qualquer mancha de autopiedade nos versos". O jornalista musical JD Considine, enquanto revisava Like a Prayer para a Rolling Stone, acreditava que, apesar do arranjo "exuberante" da música, algumas das letras contêm um grau inquietante de dor. Hadley Freeman, do The Guardian, comentou que a natureza confessional da letra de "Oh Father" era o que mais a atraía na música. A recepção negativa da música foi dada por Mark Browning, autor de David Fincher: Films That Scar, que a chamou de um dos trabalhos mais fracos de Madonna, devido aos versos que parecem mais teatro musical do que música pop. Chuck Arnold, da Entertainment Weekly, escreveu que "[Madonna] fez outras músicas que lidam com os problemas de sua família, mas raramente melhor que essa"; ele listou "Oh Father" como o 40º melhor single da cantora. Em uma análise da discografia de Madonna, Iñigo Díaz e David Ponce, do portal EMOL, destacaram que em Like a Prayer "pausas agradáveis" podem ser vistas como "Oh Father". Sebas E. Alonso, do Jenesaispop, o nomeou de "impressionante" e a melhor do álbum, junto com "Express Yourself" e a música com o mesmo nome. Outros jornalistas revisaram a música na ocasião do vigésimo quinto ano do lançamento de Like a Prayer. Fernando Chaves Espinach, do jornal costarriquenho La Nación, mencionou que os ritmos do sintetizador, as letras honestas e a voz mais madura de Madonna fizeram "Oh Father", além de "Cherish", sucessos garantidos". Enric Zapatero, da revista espanhola Cromosoma X, disse que baladas como essa são uma das mais lembradas de sua carreira. Chris Gerard, da Metro Weekly, apontou que a cantora entra em seu material mais pessoal com "Oh Father", que a descreveu como "impressionante" e "poderosamente confessional" e, ao mesmo tempo, "sombria" e "introspectiva". Além disso, ele elogiou que sua voz estava no auge e manteve o poder da música, "um lembrete impressionante de quão boa música pop pode ser". Annie Zaleski, do The A.V. Club, também parabenizou o esforço vocal da cantora, que, segundo ela, ficou mais agradável ao conectar e transmitir o conteúdo emocional da letra. Ele acrescentou que o tema "floresce com orquestras xaropes". Em uma crítica ao contrário, Kenneth Partridge, da Billboard, argumentou que, embora "Oh Father" fosse apenas uma faixa que causou um bom sentimento, deixou "pouco para a imaginação". Mark Browning, autor de David Fincher: Films That Scar, achou que era uma das obras mais fracas de Madonna, porque os versos pareciam mais teatro musical do que música pop. e:
"Oh Father" apareceu em inúmeras listas das melhores músicas de Madonna, como é o caso da revista Billboard, que a incluiu na 64ª posição dos 100 melhores da cantora; a respeito, Andrew Unterberger considerado que uma "valsa orquestral e melodramática" e também observou que ele não apenas marcou o estilo da década seguinte como "mais contemplativo e menos importante de Madonna", como também forneceu um "primeiro modelo de baladas de piano" para cantores e compositores dos anos 90, como  Tori Amos e Jewel". Na mesma lista, Louis Virtel, da NewNowNextele colocou na posição 39 e afirmou que é o "momento quintessencial da sabedoria confessional". Ele observou que os traumas da infância sobre o assunto servem como o outro lado do otimismo infantil de "Dear Jessie", também de Like a Prayer, e Madonna oferece uma de suas "interpretações mais chocantes até hoje". Em 2014, em comemoração aos 56 anos da cantora, Joe Morgan, do site online Gay Star News, incluiu-a na posição 28 de suas 55 melhores músicas e, quatro anos depois, pelo 60º aniversário da cantora, desceu uma posição e foi localizado em 29; nas duas listas, o autor admitiu que poderia ser interpretado como uma de suas visões mais "perspicazes" sobre religião. Edward Pevos, do site MLive.com, a escolheu como a quarta melhor música de sua discografia, e ficou em sétimo dos 20 melhores na Smooth Radio e em 35 e 48 dos 60 e 53 melhores, no The Spinoff e VH1, respectivamente.. Em 2008, E. Alonso de Jenesaispop Seb criou top 40 Madonna e a colocou na posição 31; A esse respeito, ele observou que era especial para quem tinha problemas de comunicação com o pai. Dez anos depois, o mesmo autor observou esse comentário na contagem das 60 canções mais destacadas da intérprete, dizendo que ele se tornara um hino para qualquer um que tivesse um relacionamento complicado com seus pais. Ele também elogiou os "belos arranjos" e colocado na posição 41.
A música foi considerada por Lucy Tonic, do AXS, como uma das mais subestimadas de Madonna. Da mesma forma, a comediante e drag queen Pandora Boxx, em um artigo para o Huffigton Post, a descreveu como uma das mais pessoais e poderosas e a segunda mais subestimada de sua carreira. Ele também elogiou a "crueza" e a vulnerabilidade em sua voz, que "não parece muito" nela. Em "The Ultimate Ranking of Madonna Singles", Matthew Jacobs, do mesmo jornal, colocou-o no 67º lugar e admitiu que, embora tivesse um arranjo "suntuoso", ele estava um pouco entediado na época e ainda estava. Chuck Arnold, da Entertainment Weekly, reconheceu que Like a Prayer foi um dos melhores álbuns da artista, graças ao fato de que ele aprofundou a música e as letras em músicas como "Oh Father", e que enquanto outros também tratavam os problemas de sua família. Eles raramente foram melhores que isso. Finalmente, ele considerou seu quadragésimo melhor single. De seus sessenta melhores singles, Mayer Nissim, do jornal online PinkNews, o colocou na trigésima posição e mencionou que ele era uma balada autobiográfica "evocativa", com um sentimento subjacente de força e fé. Ed Masley, da The Arizona Republic também a nomeou "evocativa" e a incluiu na 26ª posição dos 30 melhores singles da artista. Ele acrescentou que Madonna mostrou um lado mais sério do que seus fãs esperavam. "Oh Father" ficou em 28º lugar no ranking que ordenou todos os 78 singles da artista; Jude Rogers, do The Guardian, escreveu que era "um elegante grito primário de 1989". Guillermo Alonso, da edição espanhola da Vanity Fair, também classificou todos os seus singles e "Oh Father" obteve o 34º lugar; Ele ressaltou que o resultado mudou e fez sentido em Like a Prayer, especialmente na ponte final, onde Madonna se pergunta do que ela está fugindo. Finalmente, em fevereiro de 2013, Matthew Rettenmund , autor da Enciclopédia Madonnica, incluiu-a na décima quarta posição de "A Percepção Imaculada: Toda Canção de Madonna, do melhor ao pior", uma lista das 221 faixas gravadas pela intérprete desde o início em 1980 até então.

## Apresentações ao vivo e covers

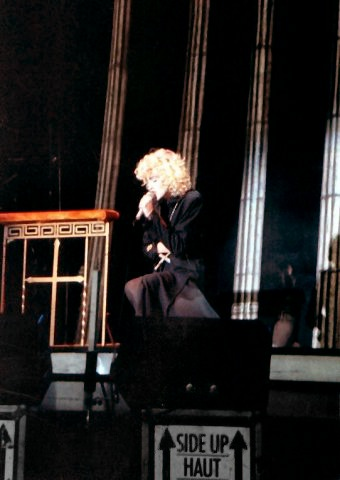
Madonna apresentando "Oh Father" durante a Blond Ambition World Tour

Madonna performou "Oh Father" em sua Blond Ambition World Tour, de 1990, em um medley com "Live to Tell", durante o segundo segmento do show. Quando a apresentação de "Like a Prayer" terminou, Madonna, vestida com uma túnica de clérigo com um crucifixo no pescoço e um véu na cabeça, ajoelhou-se na nave de uma igreja, enquanto a fumaça do incenso flutuava ao seu redor. Ela começou a cantar "Live to Tell" de um banco de confissões, com colunas romanas e uma plataforma cheia de velas votivas ao fundo. No meio da música, ela começou a cantar "Oh Father", enquanto uma dançarina de vestido preto fazia o papel de padre. O dançarino, Carlton Wilborn, lembrou que essa performance exigia muito tempo de ensaio, já que a dança retratava Madonna como uma mulher tentando encontrar sua religião. Ele explicou: "Um lado sabia que ela precisava, o outro lado era resistente, e nossa dança representava essa batalha interior". No final da apresentação, Wilborn abaixou a cabeça de Madonna antes de puxá-la de volta, retratando seu papel como padre, tentando acordar Madonna para a importância da religião. Duas performances diferentes foram gravadas e lançadas em vídeo, a Blond Ambition – Japan Tour 90, gravado em Yokohama, Japão, em 27 de abril de 1990, e a Blond Ambition World Tour Live, gravada em Nice, França, em 5 de agosto de 1990.
A banda alternativa britânica My Vitriol lançou uma versão rock da música em seu álbum de 2001, Finelines. Uma versão cover de Giant Drag feita no estilo folk rock foi incluída na compilação em tributo a Madonna em 2007, Through the Wilderness. A cantora Sia fez versão cover da música em seu álbum de 2010, We Are Born. K. Ross Hoffman, da Allmusic, elogiou esta versão, dizendo que a voz de Sia parecia rouca e "lembrou qualquer número de cantoras de rock alternativo dos anos 90 torturadas". Caryn Ganz, da Rolling Stone, disse que o cover de Sia "encontra a doçura [na música original], deixando-a mais leve e arejada".

## Faixas e formatos
| 7" / cassete |                         |         |  |
| N.º          | Título                  | Duração |  |
| 1.           | "Oh Father"             | 4:20    |  |
| 2.           | "Pray for Spanish Eyes" | 5:15    |  |

| CD single |                         |         |  |
| N.º       | Título                  | Duração |  |
| 1.        | "Oh Father"             | 4:20    |  |
| 2.        | "Pray for Spanish Eyes" | 5:15    |  |
| 3.        | "Oh Father"             | 4:58    |  |

| CD single britânico (1995)' |                |         |  |
| N.º                         | Título         | Duração |  |
| 1.                          | "Oh Father"    | 4:58    |  |
| 2.                          | "Live to Tell" | 6:22    |  |

| Cassete britânico (1995) |                               |         |  |
| N.º                      | Título                        | Duração |  |
| 1.                       | "Oh Father" (Versão do Álbum) |         |  |
| 2.                       | "Live to Tell"                | 6:22    |  |

## Créditos e equipe
| - Madonna – compositora, produtora - Patrick Leonard – compositor, produtor, arranjador - Bill Meyers – arranjador - Bruce Gaitsch – violão - Chester Kamen – guitarra - Guy Pratt – baixo, programação de bateria - Chuck Findley – arranjador, latão | - Donna De Lory – vocais de fundo - Niki Haris – vocais de fundo - Paulinho da Costa – percussão - Herb Ritts – fotógrafo de arte da capa |

Créditos e pessoal adaptados das notas do álbum Like a Prayer.

## Desempenho comercial
Nos Estados Unidos, "Oh Father" foi lançado em 24 de outubro de 1989 e estreou no número 55 na Billboard Hot 100, durante a semana de 11 de novembro de 1989. A música se tornou o primeiro single de Madonna desde "Holiday", em 1984, para não entrar entre os dez primeiros nos Estados Unidos, alcançando o número 20 na semana de 6 de janeiro de 1990. Isso encerrou sua série de 16 singles top cinco consecutivos e 17 de dez singles consecutivos. Esteve presente no Hot 100 por um total de 13 semanas. No Canadá, "Oh Father" estreou no número 84 da RPM em 11 de novembro de 1989. Após nove semanas, a música alcançou o pico do número 14 na tabela e esteve presente por um total de 15 semanas. Tornou-se o single mais baixo de Madonna na Austrália na época, onde alcançou o número 59, quebrando uma sequência de 20 singles consecutivos entre os 40 primeiros.
"Oh Father" não foi lançado como single na maioria dos territórios europeus até 24 de dezembro de 1995, quando apareceu no álbum de compilação de Madonna, 1995, Something to Remember. O single de 1995 foi lançado com diferentes listagens de faixas e obras de arte, que incluíam uma fotografia ainda do videoclipe de 1989. No European Hot 100 Singles, a música estreou no número 73 em 13 de janeiro de 1996. Na semana seguinte, alcançou sua posição de pico no número 62 e tornou-se seu single mais baixo na tabela até então. A música estreou e alcançou o número 16 na UK Singles Chart em 6 de janeiro de 1996. Tornou-se o terceiro single de sua carreira a perder a posição dos dez melhores no Reino Unido, depois de "Lucky Star" (1984) e "Take a Bow" (1994). Segundo a The Official Charts Company, "Oh Father" vendeu 58,730 cópias no Reino Unido até agosto de 2008. A música também apareceu no IRMA por uma semana no número 25 em 4 de janeiro de 1996. A música teve mais sucesso comercial na Finlândia, onde alcançou o número seis.

### Tabelas semanais
| Tabela musical (1989)              | Melhor posição |
| ---------------------------------- | -------------- |
| Austrália (ARIA Charts)            | 59             |
| Canadá (RPM)                       | 14             |
| Estados Unidos (Billboard Hot 100) | 20             |
| França (SNEP)                      | 26             |

| Tabela musical (1996)          | Melhor posição |
| ------------------------------ | -------------- |
| Europa (Top 100 Singles)       | 62             |
| Finlândia (IFPI Finlândia)     | 6              |
| Irlanda (IRMA)                 | 25             |
| Itália (FIMI)                  | 6              |
| Reino Unido (UK Singles Chart) | 16             |